# 張養
張養，山西太原府榆次縣軍籍，明朝政治人物。
万历四十四年（1616年）丙辰科进士，天启七年十二月，吏部考選，授江西道御史。崇禎十年二月，总理淮、扬盐课太监杨显名参前巡盐御史张养、高钦舜共侵税额；诏逮养、舜钦。养先卒，下抚、按录其家。